# Håret solhat
Håret solhat (Rudbeckia hirta) er en staude med en opret vækst og gule blomster. På grund af dens bunddækkende evne og de holdbare, gule blomster er den almindeligt dyrket i haverne.

## Beskrivelse
Håret solhat er en to- til flerårig, urteagtig plante, der danner udløbere. Væksten er opret og tæppedannende. Hele planten er dækket af børsteagtige hår. Det første år dannes der en grundstillet roset af forholdsvis smalle blade. Senere skyder stænglerne til vejrs med spredtstillede blade, der er hele og ægformede med takket rand. Oversiden er græsgrøn med nedsænkede bladribber, mens undersiden er lysegrøn. 
Blomstringen foregår i juli-september, hvor man finder blomsterne samlet i endestillede kurve med gule randblomster og sorte skiveblomster. Frugterne er nødder med en kort fnok.
Rodsystemet består af de vandrette jordstængler og grove rødder.
Højde x bredde og årlig tilvækst: 1,00 x 0,25 m (100 x 25 cm/år), heri dog ikke medregnet skud fra udløberne.

## Hjemsted
Håret solhat hører hjemme i Nordamerika med undtagelse af de vestlige dele. Her findes den langs skovbryn og lysninger i de blandede løv- og nåleskove i fuld sol til let skygge og på en jordbund, som er fugtig, men veldrænet. 
I den bøge-løn dominerede Ginn Woods, som ligger ca. 20 km nord for Muncie, Indiana, USA, vokser arten sammen med bl.a. Giftsumak, skyggeblomst, Amelanchier arborea (en art af bærmispel), amerikansk bøg, amerikansk knapbusk, askebladet løn, blodurt, blomsterkornel, canadisk gyldenris, canadisk hasselurt, dværghjerteblomst, glansbladet hæg, hjertebladet asters, hvid druemunke, hvidask, høstfloks, kardinallobelie, klatrevildvin, kæmpesilkeplante, morgenstjernestar, nyengelsk asters, præriefodblad, rævevin, rød hjortetrøst, rødløn, skarlagenjordbær, smalbladet blåøje, sort valnød, storblomstret uvularia, sumpeg, toårigt natlys og virginsk vinterbær
| Portal | Portal:Botanik |

## Note
1. ↑  Donald G. Ruch: The Flora and Vegetation of Ginn Woods, Ball State University, Delaware County, Indiana – en oversigt over vegetationerne i Ginn Woods, Indiana, USA (engelsk)